# Ladislav Pešek
Ladislav Pešek était un acteur tchécoslovaque.

## Biographie
Ladislav Pešek et le mime Ladislav Fialka (en) servaient  de modèle à Jiří Trnka pour qu'il crée les mouvements de ses marionnettes

Il fut enseignant au Conservatoire de Prague 
Il fut un acteur de théâtre, et il interpréta par exemple Harpagon au Théâtre national 
Il fut aussi l'un des signataires de l'Anticharte

## Filmographie
- 1954 : Jan Hus
- 1955 : Čert a Káča
- 1955 : Les Têtes de chiens
- 1956 : Hrátky s čertem de Josef Mach : le seigneur de l'Enfer Belzebub
- 1963 : Transport du paradis
- 1978 : Adèle n'a pas encore dîné

## Galerie

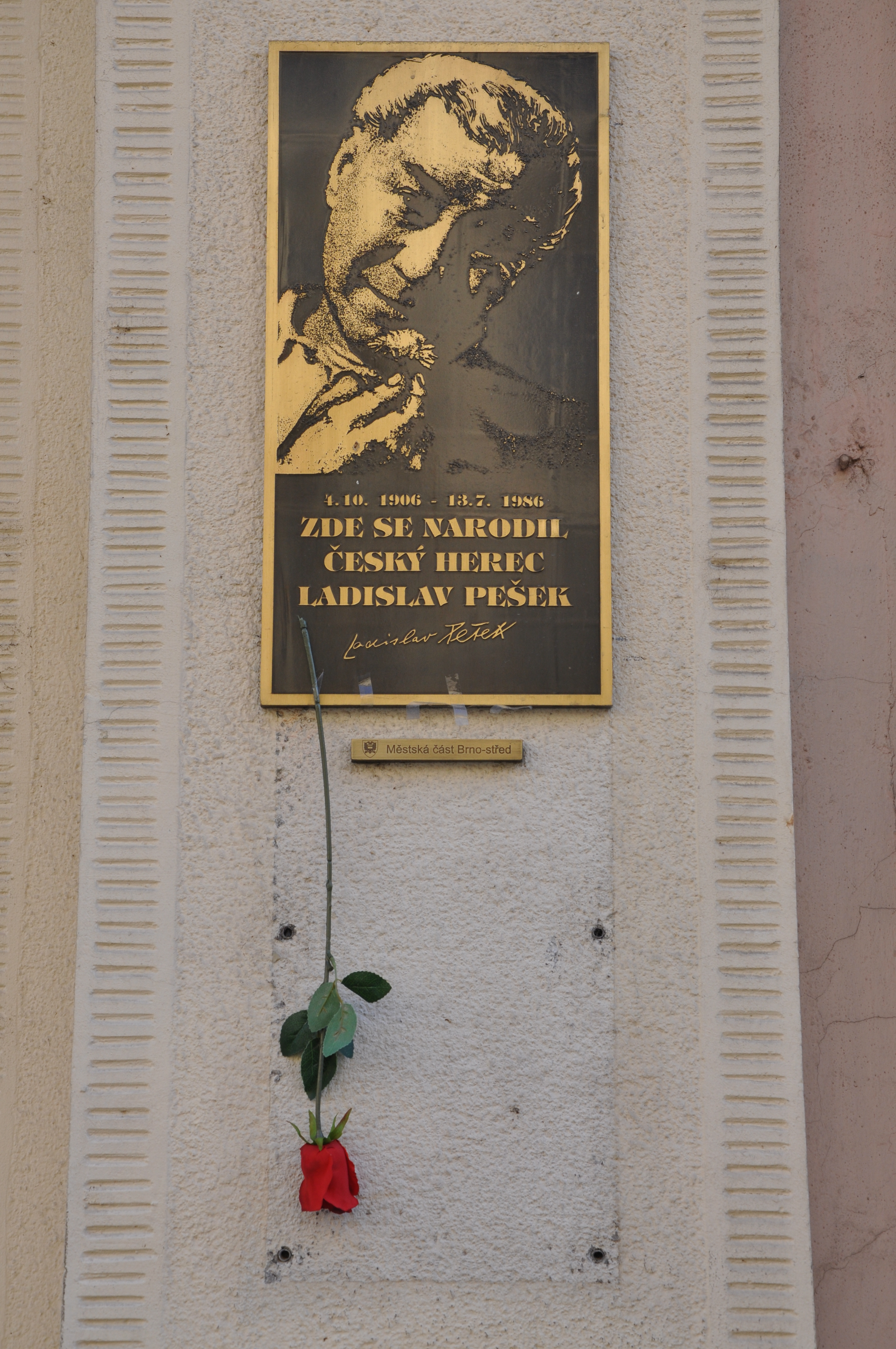
Plaque sur sa maison natale à Brno (anciennement Brünn)